# PHL-03自行火箭炮
PHL-03自行火箭炮是中华人民共和国的一款12管300毫米口径远程火箭炮系统。以1990年代引进俄罗斯制БМ-30（9К58）型“龙卷风”火箭炮技术为基础仿制，装备中国人民解放军陆军集团军级炮兵师/旅部队（每个营装备12门），2004年左右入役，军方通常简称是“300远火”。最初流传其未经官方证实的名称为“PHL-96”，或许是研制方案论证时的命名，或许是早期原型车与后期定型车的关系，定型正式命名为“PHL-03”。2004年在央视节目中公開代號。2009年参加了中华人民共和国国庆60周年阅兵式，排在受阅装备方队的第12位。

## 设计

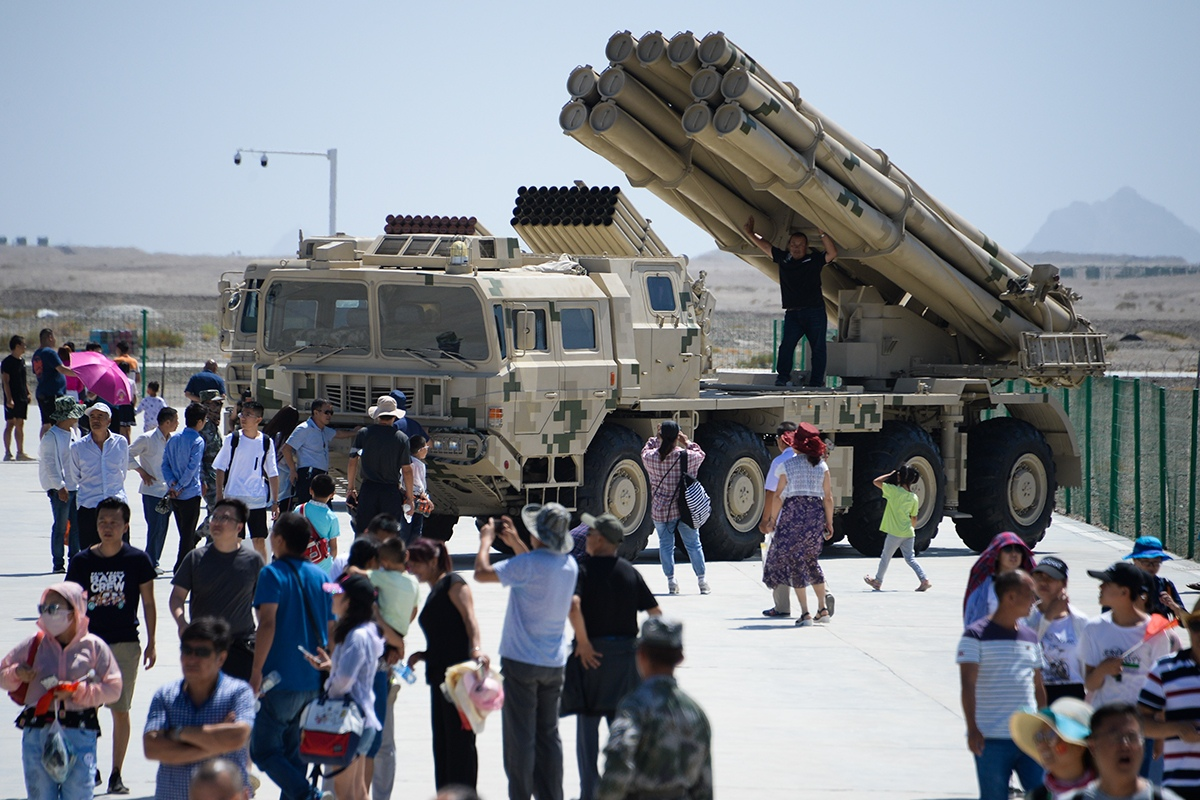
2018年在新疆的沙漠迷彩型PHL-03與90式

PHL-03火箭炮是以9K58自走多管火箭炮車設計進行國產化，底盤換用國內廠商万山特车開發的WS2400型八輪驅動載重車，火箭砲發射裝置與原版雷同，採用一組12管300公厘多管火箭發射架；左右4管以對稱矩形配置、上方4管呈單排排列，火箭發射管可一次全部擊發，也可以單發射擊。由於系統專利向俄國採購，PHL-03配備的火箭彈最初有部分俄國製品，後續服役已全國產化。1990年代引進9M55K火箭彈採6片弧形折叠尾翼稳定，装备简易控制自动修正系统，最大射程70公里。
整組PHL-03發射作戰單位包括多管火箭車、指揮車、運彈車、勤務支援車輛等；裝彈車與多管火箭車底盤相同，可運載12枚備射彈藥，因無快速裝填裝置或是模組化彈藥箱，野戰再裝填時裝彈車需要使用機械動力輔助執行以單發為單位的繁瑣裝填工作，由於後勤需求沉重，因此PHL-03發射營編制車輛規模龐大。
PHL-03火箭炮出口型代號AR-2，由中国北方工业公司代理外銷。另有AR-2B這個衍生型，火箭發射管減為2組5排發射管之10管設計。
在PHL-03服役前後，中國在國際市場另外有推銷一款同樣使用300公厘火箭彈的自走火箭炮車，代號A100；但A100與AR-2並非同一款武器的衍生或是變種，而是全然不同的兩種型號，外觀最明顯的差別是採用不同型號的八輪載重車底盤。A100是由中國航天科工集團第二研究院主導研發的武器，會同時出現兩款相同口徑的行號，外界推測是廠商在1990年代解放軍進行新型多管火箭炮競標中，不同廠商採取不同來源的研製途徑，但因競標失敗而轉向外銷爭取訂單。A100外銷後由中国精密机械进出口公司代理。

## 使用國
- 中华人民共和国
  - 中國人民解放軍陸軍
- 衣索比亞 - 4輛。[2]
- 柬埔寨